# Občina Hrastnik
Občina Hrastnik je jednou z 212 občin ve Slovinsku. Nachází se v Zasávském regionu na pomezí historických zemí Kraňsko a Dolní Štýrsko. Občinu tvoří 19 sídel (1 město a 18 vesnic), její rozloha je 58,6 km² a k 1. lednu 2017 zde žilo 9 269 obyvatel. Správním střediskem občiny je město Hrastnik.

## Geografie
Jižní částí občiny protéká řeka Sáva. Jejím údolím vede státní silnice č. 108 a souběžně i železniční trať spojující města Lublaň a Celje. Povrch občiny je hornatý, nejvyšším bodem je Kalski hrib (985 m n. m.), nejnižším pak břeh řeky Sávy (cca 200 m n. m.). Téměř tři pětiny povrchu občiny pokrývají lesy. Většina ekonomicky aktivního obyvatelstva je zaměstnána v těžebním průmyslu.

## Sousední občiny
Sousedním občinami jsou: Prebold na severu, Laško na východě, Radeče na jihu a Trbovlje na západě.

## Členění občiny
Občinu tvoří sídla: Boben, Brdce, Brnica, Dol pri Hrastniku, Čeče, Gore, Hrastnik, Kal, Kovk, Krištandol, Krnice, Marno, Plesko, Podkraj, Prapretno pri Hrastniku, Studence, Šavna Peč, Turje, Unično.